# جراح باند
جراج باند هو تطبيق برمجي من أبل لأنظمة macOS، iPadOS، وiOS يسمح للمستخدمين بإنشاء موسيقى أو بودكاست. وهو نسخة أخف وأكثر توجهاً للهواة من لوجيك برو ‏. تم إصدار جراج باند لأول مرة لنظام ماكOS في عام 2004 وتم نقله إلى iOS في عام 2011. يتيح نظام إنشاء الموسيقى والبودكاست في التطبيق للمستخدمين إنشاء مسارات متعددة باستخدام إعدادات المُركِّبات الصوتية (التي يمكن تشغيلها على لوحة مفاتيح MIDI و/أو تسلسلها على لفافة بيانو)، وحلقات جاهزة أو من إنشاء المستخدم، ومجموعة متنوعة من التأثيرات، وتسجيلات الصوت.

## التاريخ
تم تطوير جراج باند بواسطة أبل تحت إشراف الدكتور جيرهارد لينجلينج. كان الدكتور لينجلينج سابقًا من الشركة الألمانية إيماجيك، صانعة Logic Audio (التي تمت إعادة تسميتها لاحقًا إلى لوجيك برو). استحوذت أبل على إيماجيك في يوليو 2002. وقامت بتطوير جراج باند كنسخة أخف من لوجيك برو (مع تقديم التطبيق الوسيط Logic Express لفترة وجيزة)، وكل إصدار من جراج باند يشبه الإصدار الحالي من Logic من الناحية الجمالية بالإضافة إلى تضمين محرك الصوت الخاص به.
أعلن ستيف جوبز عن التطبيق في خطابه الرئيسي في مؤتمر ومعرض ماكوورلد في سان فرانسيسكو في 6 يناير 2004. وساعد الموسيقي جون ماير في عرضه. وهو جزء من حزمة iLife '04.
أعلنت أبل عن جراج باند 2 في مؤتمر ومعرض ماكوورلد في 11 يناير 2005. وتم شحنه، كما أعلن، حوالي 22 يناير 2005. تضمنت الميزات الجديدة البارزة القدرة على عرض وتحرير الموسيقى في التدوين الموسيقي. كما أصبح من الممكن تسجيل ما يصل إلى ثمانية مسارات في وقت واحد وإصلاح التوقيت والنغمة للتسجيلات. أضافت أبل أتمتة موضع بان المسار والنغمة الرئيسية. تمت إضافة نقل كل من الصوت والواجهة الرقمية للآلات الموسيقية بواسطة أبل بالإضافة إلى القدرة على استيراد ملفات MIDI. وهو جزء من iLife '05.
جراج باند 3، الذي تم الإعلان عنه في مؤتمر ومعرض ماكوورلد 2006، يتضمن "استوديو البودكاست"، بما في ذلك القدرة على استخدام أكثر من 200 تأثير وجينجل، والتكامل مع iChat لإجراء المقابلات عن بُعد. وهو جزء من iLife '06.
جراج باند 4، المعروف أيضًا باسم جراج باند '08، هو جزء من iLife '08. يتضمن القدرة على تسجيل أجزاء من أغنية بشكل منفصل، مثل الجسور، واللازمات. بالإضافة إلى ذلك، يوفر دعمًا لأتمتة الإيقاعات والأدوات، وإنشاء وتصدير نغمات رنين iPhone، وميزة "Magic جراج باند" التي تتضمن جلسة عزف افتراضية مع عرض ثلاثي الأبعاد كامل للأدوات الكهربائية.
جراج باند 5 هو جزء من حزمة iLife '09. يتضمن تعليمات موسيقية ويسمح للمستخدم بشراء مقاطع فيديو تعليمية لفنانين معاصرين. كما يحتوي على ميزات جديدة لعازفي الغيتار الكهربائي، بما في ذلك مسار غيتار كهربائي ثلاثي الأبعاد مخصص يحتوي على لوحة دواسات ستومب بوكس افتراضية، ومضخمات افتراضية مع ريفربر زنبركي وتريمولو. كما يتضمن جراج باند 5 واجهة مستخدم مُعاد تصميمها بالإضافة إلى قوالب المشاريع.
جراج باند 6، المعروف أيضًا باسم جراج باند '11، هو جزء من حزمة iLife '11، التي أصدرتها أبل في 20 أكتوبر 2010. يجلب هذا الإصدار ميزات جديدة مثل Flex Time، وهي أداة لضبط إيقاع التسجيل. كما يتضمن القدرة على مطابقة إيقاع مسار مع آخر على الفور، ومضخمات غيتار إضافية ودواسات، و22 درسًا جديدًا للغيتار والبيانو، و"كيف لعبت؟"، وهي أداة لقياس دقة وتقدم أداء البيانو أو الغيتار في الدرس.
أصدرت أبل جراج باند 10 مع OS X 10.9 Mavericks في أكتوبر 2013. فقد هذا الإصدار Magic جراج باند ووظيفة البودكاست.
تم تحديث جراج باند 10 لنظام ماك في 20 مارس 2014. تضيف النسخة 10.0.2 القدرة على تصدير المسارات بتنسيق إم بي 3 بالإضافة إلى وحدة طبول جديدة، ولكنها أزالت دعم البودكاست؛ يمكن للمستخدمين الذين لديهم ملفات بودكاست تم إنشاؤها في جراج باند 6 الاستمرار في تحريرها باستخدام الإصدار الأقدم.
تم تحديث جراج باند إلى الإصدار 10.0.3 في 16 أكتوبر 2014. تضيف هذه النسخة مصمم مضخم باس مخصص، وتأثيرات المسار العالمية وتغيير حجم المسار الديناميكي.
أصدرت أبل جراج باند 10.2 في 5 يونيو 2017.

## الميزات

### تسجيل الصوت
جراج باند هو محطة عمل صوتيات رقمية (DAW) ومرتب موسيقي يمكنه تسجيل وإعادة تشغيل مسارات صوتية متعددة. تسمح المرشحات الصوتية المدمجة التي تستخدم معيار AU (وحدة الصوت) للمستخدم بتحسين المسار الصوتي بتأثيرات مختلفة، بما في ذلك الريفربر، الصدى، والتشويه وغيرها. كما يوفر جراج باند القدرة على التسجيل بدقة صوتية 16-bit و24-bit، ولكن بمعدل عينة ثابت يبلغ 44.1 كيلوهرتز. يساعد نظام الضبط المضمن في تصحيح النغمة ويمكنه تقليد تأثير ضبط تلقائي بشكل فعال عند ضبطه إلى الحد الأقصى. كما يحتوي على مجموعة كبيرة من التأثيرات المسبقة للاختيار من بينها، مع خيار لإنشاء تأثيرات خاصة بالمستخدم.

### الأدوات البرمجية الافتراضية
يتضمن جراج باند مجموعة كبيرة من الأدوات الواقعية المُعينة والمُركِّبات الصوتية النموذجية. يمكن استخدامها لإنشاء تركيبات أصلية أو عزف الموسيقى مباشرةً من خلال استخدام لوحة مفاتيح MIDI متصلة بالكمبيوتر. تتوفر أيضًا لوحة مفاتيح افتراضية على الشاشة بالإضافة إلى استخدام لوحة مفاتيح كويرتي القياسية مع ميزة "الكتابة الموسيقية". تم تقسيم المُركِّبات الصوتية إلى مجموعتين: [افتراضية] تناظرية ورقمية. يحتوي كل مُركِّب صوتي على مجموعة متنوعة من المعلمات القابلة للتعديل، بما في ذلك الغنى، الانزلاق، القطع، الهجوم القياسي، التلاشي، الاستمرار، والإطلاق؛ مما يسمح بإنشاء مجموعة واسعة من الأصوات. الصور المصغرة الخمسة للمُركِّبات الصوتية هي ARP 2600، Minimoog، Waldorf Wave، Nord Lead 1 وYamaha DX7.

### ميزات الغيتار
بالإضافة إلى المسارات القياسية، يسمح جراج باند بمسارات مخصصة للغيتار يمكنها استخدام مجموعة متنوعة من المضخمات المحاكاة، الدواسات، ومعالجات التأثيرات. هذه تحاكي الأجهزة الشهيرة من شركات مثل Marshall Amplification، Orange Music Electronic Company، وFender Musical Instruments Corporation. يمكن تكديس ما يصل إلى خمسة تأثيرات محاكاة فوق المضخمات الافتراضية، والتي تحتوي على معلمات قابلة للتعديل بما في ذلك النغمة، الريفربر، والحجم. يمكن توصيل الغيتارات بأجهزة ماك باستخدام المدخل المدمج (يتطلب أجهزة يمكنها إنتاج إشارة ستريو قياسية باستخدام مخرج 3.5 مم) أو واجهة USB.

### تحرير الواجهة الرقمية للآلات الموسيقية MIDI
يمكن لـ جراج باند استيراد ملفات MIDI ويوفر تحريرًا وتشغيلًا على شكل لفافة بيانو أو تدوين موسيقي. من خلال الامتثال لمعيار MIDI، يمكن للمستخدم تحرير العديد من الجوانب المختلفة للعلامة الموسيقية المسجلة، بما في ذلك النغمة، السرعة، والمدة. يمكن ضبط النغمة إلى 1/128 من نصف النغمة، على مقياس من 0–127 (يُوصف أحيانًا على مقياس من 1–128 للتوضيح). السرعة، التي تحدد السعة (الحجم)، يمكن ضبطها وتعديلها على مقياس من 0–127. يمكن تعديل مدة العلامة يدويًا عبر لفافة البيانو أو في عرض النوتة. يمكن تشغيل إيقاعات العلامات عبر الأدوات البرمجية، أو إنشاؤها في بيئة لفافة البيانو؛ كما يتضمن تصحيح الإيقاع لقفل العلامات على أي تقسيم زمني. يوفر جراج باند أيضًا إمكانيات تحرير عالمية لمعلومات MIDI مع Enhanced Timing، المعروف أيضًا باسم التكميم. بينما يوفر تحكمًا شاملاً في ملفات MIDI، لا يتضمن جراج باند العديد من ميزات محطات العمل الصوتية الرقمية الاحترافية، مثل مُسلسل لمسارات الطبول منفصل عن لفافة البيانو العادية. ومع ذلك، تمت معالجة العديد من هذه النواقص مع كل إصدار متتالي من جراج باند.
من الجدير بالذكر أيضًا أن تسلسلات MIDI التي تم تحريرها أو إنشاؤها في جراج باند لا يمكن تصديرها إلى محطات عمل صوتية رقمية أو برامج أخرى دون تحويلها أولاً إلى صوت. يمكن استخراج ملف MIDI من ملف حلقة تم إنشاؤه من منطقة، ولكن هذه ليست منشأة تصدير MIDI عامة، باستخدام خطوات يدوية وبرنامج مفتوح المصدر.

### دروس الموسيقى
ميزة جديدة متضمنة مع جراج باند '09 والإصدارات الأحدث هي القدرة على تنزيل دروس موسيقية مسجلة مسبقًا من متجر الدروس في جراج باند للغيتار والبيانو. هناك نوعان من الدروس المتاحة في متجر الدروس: الدروس الأساسية، وهي تنزيل مجاني، ودروس الفنانين، والتي يجب على المستخدم شراؤها. الدروس الأساسية الأولى لكل من الغيتار والبيانو متضمنة مع جراج باند. في جراج باند 10، العديد من الأصوات (المعروفة أيضًا باسم الباتشات، والتي تشير إليها أبل باسم 'وحدات الصوت') المدرجة ضمن مكتبة الصوت تكون معتمة وغير قابلة للاستخدام حتى يدفع المستخدم رسومًا إضافية تسمح باستخدام تلك الأصوات، مجمعة مع دروس الغيتار والبيانو. محاولة النقر فوق وحدات الصوت المعتمة لتطبيقها على المسار تسبب ظهور مطالبات ترويجية، تتطلب من المستخدم تسجيل الدخول باستخدام أبل ID وتقديم معلومات بطاقة الائتمان قبل معرفة سعر الحزمة.
في كلا النوعين من الدروس، يقدم معلم موسيقي الدرس، وهو بتنسيق خاص يوفر تعليمات عالية الجودة بالفيديو والصوت. تتضمن الدروس غيتارًا أو بيانو افتراضيًا، يوضح وضع الأصابع ومنطقة تدوين موسيقي لعرض التدوينات الموسيقية الصحيحة. تستخدم الأمثلة الموسيقية في هذه الدروس موسيقى شعبية.
في درس الفنان، يكون معلم الموسيقى هو الموسيقي/كاتب الأغنية الفعلي الذي قام بتأليف الأغنية التي يتم تعليمها في الدرس. اعتبارًا من نوفمبر 2009، الفنانين المميزين هم:
- ستينغ (ذا بوليس) — "روكسان"، "رسالة في زجاجة"، "هش"
- سارة مكلاكلان — "ملاك"
- باتريك ستامب من فول آوت بوي — "أنا لا أهتم"، "سكر، نحن ننزل"
- نورا جونز — "أفكر فيك"
- كولبي كايلات — "فوارة"
- سارة باريلز — "أغنية حب"
- جون فوجيرتي (كريدنس كليرووتر ريفايفال) — "براود ماري"، "ابن محظوظ"، "سينترفيلد"
- ريان تيدير (ون ريبوبليك) — "اعتذر"
- بن فولدز — "طوبة"، "زاك وسارة"
- جون ليجند — "أناس عاديون"
- أليكس ليفسون (روش) — "توم سوير"، "الأضواء"، "رجل عامل"، "روح الراديو".

لم يتم إصدار أي دروس فنان جديدة في عام 2010، ولم تعلن أبل عن خطط لإصدار إدخالات إضافية.
في يونيو 2018، جعل تحديث جراج باند 10.3 دروس الفنان مجانية.

### حلقات صوتية إضافية
يتضمن جراج باند مجموعة واسعة من الحلقات الصوتية الجاهزة للاختيار من بينها مع خيار استيراد حلقات صوتية مخصصة وحزمة حلقات إضافية قابلة للشراء عبر متجر التطبيقات. جميع الحلقات لديها خيارات تحرير وتأثيرات.
الحلقات الصوتية الإضافية هي كما يلي

#### حزم الجام
حزم الجام هي الإضافات الرسمية من أبل لجراج باند. تحتوي كل حزمة جام على حلقات وأدوات برمجية مجمعة في أنواع وأساليب معينة.
حزم الجام هي كما يلي:
- حزمة جام جراج باند: أدوات الريمكس
- حزمة جام جراج باند: قسم الإيقاع
- حزمة جام جراج باند: الأوركسترا السمفونية
- حزمة جام جراج باند: موسيقى العالم
- حزمة جام جراج باند: الأصوات

كانت هناك أيضًا حزمة جام أخرى لـ جراج باند، معروفة في البداية باسم حزمة جام جراج باند فقط، لاحقًا حزمة جام جراج باند 1، والتي أوقفت أبل إنتاجها في يناير 2006. بدءًا من إصدار حزم جام أدوات الريمكس وقسم الإيقاع، تم تعيين رقم لكل حزمة جام. شهد إصدار حزمة جام جراج باند: موسيقى العالم أيضًا إعادة تصميم في التغليف.

#### MainStage 2
MainStage 2 من أبل يتضمن أيضًا 40 أداة مدمجة – بما في ذلك المُركِّبات الصوتية، لوحات المفاتيح القديمة، وآلة طبول – للاستخدام في جراج باند. كما يتميز بواجهة للعروض الحية ويتضمن مجموعة كبيرة من الإضافات والأصوات.

### حزم أدوات وحلقات أبل من جهات خارجية
بالإضافة إلى أبل، تقدم العديد من الشركات الأخرى اليوم أدوات برمجية افتراضية تجارية أو شاروير مصممة خصيصًا لـ جراج باند، ومجموعات من حلقات أبل مخصصة لمستخدمي جراج باند.
يمكن لـ جراج باند أيضًا استخدام أي مُركِّب صوتي من جهات خارجية يلتزم بمعيار Core Audio (وحدات الصوت). ومع ذلك، هناك قيود، بما في ذلك أن الأدوات التي يمكنها الاستجابة لقنوات أو منافذ MIDI متعددة يمكن تشغيلها فقط على القناة الأولى للمنفذ الأول. هذا يعني أن الأدوات متعددة الأصوات التي تحتوي على قنوات متعددة وتستجيب للعديد من قنوات MIDI، مثل نيتف إنسترمنتس Kontakt وMOTU ماكhFive، ليست مناسبة بشكل مثالي للاستخدام في جراج باند.
كما تقدم البائعون من جهات خارجية حلقات إضافية للاستخدام في جراج باند. يمكن للمستخدمين أيضًا تسجيل حلقات مخصصة عبر ميكروفون، أو عبر أداة برمجية، أو باستخدام واجهة صوتية لتوصيل الغيتار أو الأدوات الأخرى بأجهزة ماك أو iOS.

### ملفات مصدر متعددة المسارات
في عام 2005، أصدر ترينت ريزنور من فرقة ناين إنش نايلز ملفات مصدر متعددة المسارات لـ جراج باند لأغنية "اليد التي تطعم" للسماح للجمهور بالتجربة مع موسيقاه، وأذن للمستخدمين المحتملين لـ جراج باند بإعادة مزج الأغنية. كما سمح لأي شخص بمشاركة نسخته المخصصة من المزج مع العالم. منذ ذلك الحين، أصدرت ناين إنش نيلز عدة ملفات مصدر أخرى لـ جراج باند، كما أصدر العديد من الفنانين الآخرين ملفاتهم الخاصة لـ جراج باند التي يمكن للجمهور استخدامها للتجربة.
كما أصدرت الفرقة النيوزيلندية إيفرمور ملفات مصدر متعددة المسارات لـ جراج باند لأغنية "لن أتركك تذهب أبدًا".
أصدر بن فولدز سيقان وبذور، نسخة خاصة من ألبومه لعام 2008 طريق إلى الطبيعي. احتوت سيقان وبذور على نسخة معاد تحسينها من طريق إلى الطبيعي، وقرص منفصل يحتوي على ملفات جراج باند لكل أغنية من الألبوم للسماح للمعجبين بإعادة مزج الأغاني.

### القيود
عدم وجود قدرة على إخراج MIDI يحد من استخدام أدوات MIDI الخارجية. هناك أيضًا دعم محدود للرسائل المرسلة من المقابض على لوحات مفاتيح MIDI، حيث يمكن التعرف فقط على انحناء النغمة في الوقت الفعلي، والتعديل، والاستدامة، والتحكم بالقدم. ومع ذلك، منذ جراج باند '08، يمكن أتمتة المعلمات الأخرى المتأثرة بمقابض MIDI لاحقًا، لكل مسار. لا يحتوي جراج باند على وظائف لتغيير الميزان الزمني في منتصف الأغنية على الرغم من أن البرنامج يسمح الآن بمسار إيقاع لأتمتة تغييرات الإيقاع.
بخلاف انحناء النغمة، يقتصر جراج باند على النغمات والفترات الزمنية القياسية للـ 12 نغمة المساواة الزمنية، لذلك لا يدعم بشكل أصلي الموسيقى الزينهارمونية. يدعم لوجيك برو ‏ العديد من الضبط المختلفة. لا يدعم جراج باند الضبط المختلفة؛ ومع ذلك، يمكن استخدام وحدات الصوت التي تدعم الضبط الدقيق (باستخدام ملفات قالب:ليس خطأ أو قالب:ليس خطأ، أو بعض الطرق الأخرى) في جراج باند لإنتاج نغمات بديلة.
قبل جراج باند 10، لم يكن هناك خيار تصدير، وكان الخيار الوحيد هو حفظ الملفات كـ قالب:ليس خطأ أو تصديرها إلى iTunes. لا توجد ميزة تصدير MIDI مدمجة، على الرغم من أنه يمكن تصدير المناطق يدويًا كحلقات وتحويلها إلى ملفات MIDI.

## جراج باند لنظام iOS
في 2 مارس 2011، أعلنت أبل عن إصدار جراج باند لـ iPad. يحتوي على العديد من الميزات المشابهة لإصدار ماكOS. يمكن إنشاء الموسيقى باستخدام الأدوات على الشاشة، والتي تشمل لوحات المفاتيح، الطبول، العينات، ومختلف "الأدوات الذكية". كما يعمل كاستوديو تسجيل متعدد المسارات مع تأثيرات دواسات ومضخمات غيتار. يمكن إرسال الأغاني عبر البريد الإلكتروني أو إرسالها إلى مكتبة iTunes. بالإضافة إلى ذلك، يمكن استيراد المشاريع إلى جراج باند لنظام ماكOS، حيث يمكن تحريرها بشكل أكبر. تتيح هذه الميزة أيضًا حفظ الأدوات من منصة iOS إلى مكتبة الأدوات البرمجية على جهاز ماك. ومع ذلك، لا يمكن فتح المشاريع التي تم إنشاؤها في إصدار ماكOS في إصدار iOS. التطبيق متوافق مع iPhone 3GS أو أعلى، الجيل الثالث من iPod Touch أو أعلى، وجميع إصدارات iPad، بما في ذلك iPad Mini. كان التطبيق، مع جميع الأدوات المضمنة، متاحًا مقابل 6.99 دولارًا من آب ستور. في عام 2017، أصبح مجانيًا.

### الأدوات
يأتي جراج باند مع مجموعة واسعة من الأدوات. جميع الأدوات غير الطبول (باستثناء الكوتو) تأتي مع وظيفة لتقييد اختيار النوتات إلى سلالم موسيقية مختلفة.

#### لوحة المفاتيح
تم إعداد لوحة المفاتيح مثل لوحة المفاتيح القياسية، وتتميز بعدة أدوات لوحة مفاتيح، بما في ذلك البيانو الكبير، البيانو الكهربائي، مختلف الأرغنات، كلافينيت، مُركِّبات الصوت الرئيسية، مُركِّبات الصوت الأساسية، ومُركِّبات الصوت المنخفضة. كما يحتوي على العديد من أصوات الأدوات الأخرى غير لوحة المفاتيح، على سبيل المثال يمكن للمستخدمين استخدام لوحة المفاتيح لعب أصوات الغيتار، الصوت المنخفض والأوتار. في الإصدار 2.2، تمت أيضًا إضافة مُركِّب الصوت Alchemy Synth من لوجيك برو إلى لوحة المفاتيح. تحتوي لوحة المفاتيح على العديد من الميزات الإضافية بما في ذلك انحناء النغمة، مُرتب النغمات ووظيفة "التشغيل التلقائي" (والتي ستشغل واحدًا من أربعة إيقاعات لكل أداة). العديد من الأدوات لديها معلمات قابلة للتعديل مثل الهجوم، القطع والرنين. قبل الإصدار 2.2، كانت هناك أيضًا أداة "لوحة المفاتيح الذكية" المنفصلة والتي تم ترتيبها مثل الأدوات الذكية الأخرى، مما يسمح للمستخدم بعزف الألحان على مجموعة محددة من أدوات لوحة المفاتيح (البيانو، البيانو الكهربائي، الأرغن، الكلافينيت، وأربعة مُركِّبات صوتية قابلة للتعديل). تم دمج هذه الوظيفة منذ ذلك الحين في أداة لوحة المفاتيح الرئيسية في الإصدار 2.2 مع "شرائح الألحان" الجديدة التي تسمح للمستخدم بالوصول إلى التخطيط من لوحة المفاتيح الذكية باستخدام أي أداة لوحة مفاتيح.

#### الطبول
هناك ثلاثة أنواع مختلفة من أدوات الطبول في جراج باند. تتضمن أداة الطبول اللمسية بشكل افتراضي سبعة طقم طبول صوتية مع تخطيط واقعي لطقم الطبول، واثني عشر طقم طبول إلكترونية (بما في ذلك طبول الهيب هوب، طبول الهاوس، وطقم طبول مع عينات Roland TR-808 و909). تم إعداد الطقم الإلكترونية مثل آلات الطبول مع أصوات قابلة للتخصيص يمكن حفظها كطقم طبول منفصلة. تمت إضافة الطقم الصينية لاحقًا في يناير 2024، والتي تضمنت أصواتًا صينية أصلية مثل الصنجة. تتيح أداة "الطبول الذكية" ترتيب أصوات الطبول على شبكة حسب التعقيد والحجم. تحتوي على مجموعة مختارة من ستة طبول (طقم الاستوديو الكلاسيكي، طقم الروك الحي، الطقم القديم، آلة الطبول الكلاسيكية، آلة طبول الهيب هوب، وآلة طبول الهاوس). تتضمن "منسق الإيقاع" وضع الخطوات لتشكيل نمط إيقاعي. هناك العديد من الأنماط المسبقة للاختيار من بينها ويمكن للمستخدمين تخصيص جوانب النمط مثل سرعة النوتة والاحتمالية.

#### الغيتار الذكي
يتضمن جراج باند خمسة غيتارات: غيتار صوتي، ثلاثة غيتارات كهربائية، وغيتار تشويه. كل غيتار (باستثناء الغيتار الصوتي) لديه صندوقا صوت اختياريان. تم إعداد الأداة مع وضعين مختلفين. الأول تم إعداده مثل شرائح الألحان، حيث يمكن عزف عدة ألحان. يمكن أيضًا عزف كل نوتة في لحن بشكل منفصل، أو كتمها عن طريق الضغط على الجانب الأيسر من الوتر. يتضمن هذا الوضع ميزة التشغيل التلقائي التي ستشغل واحدًا من أربعة إيقاعات مختلفة اعتمادًا على الغيتار المختار.

#### القيثارة الجهيرة
تم إعداد آلة الباس مثل الجيتار، حيث يمكن لأربعة أوتار أن تعزف نوتات مختلفة. ومع ذلك، لا يمكن للباس أن يعزف الأوتار. يتضمن ذلك ثلاث قيثارات جهيرة، وباس أوركسترا صوتي مزدوج، وأربعة باسات تركيبية قابلة للتخصيص. مثل لوحة المفاتيح الذكية والجيتارات الذكية، هناك ميزة "العزف التلقائي".

#### الأوتار
تمت إضافة الأوتار الذكية في الإصدار 1.2 وتتكون من قسم أوتار مكون من الكمان الأول والثاني، الفيلات، الفيولونسيلات، والباس. يمكنها عزف النوتات بشكل متصل، بشكل منفصل، وبالنقر اعتمادًا على ما إذا كان المستخدم ينقر لأعلى ولأسفل، أو يلمس الشاشة بشكل خفيف أو ينقر عليها. الأوركسترا قابلة للتخصيص، بما في ذلك أربعة أنماط مختلفة للأوتار (جميعها تحتوي على ميزة "العزف التلقائي") وخيار اختيار الآلات التي سيتم عزفها. على سبيل المثال، يمكن للمرء أن يعزف وترًا مكونًا من جميع الآلات المتاحة، أو ببساطة يعزف نوتة كمان.

#### الآلات العالمية
تمت إضافة الآلات العالمية في الإصدار 2.3 والتي تتيح للمستخدم عزف الآلات الصينية واليابانية التقليدية. الآلات المتاحة هي الباي با، الأرهو، الكوتو والغوزينغ.

#### الطبال
تمت إضافة الطبال في الإصدار 2.1 وهو لاعب افتراضي سيخلق إيقاعات طبلة واقعية. هناك العديد من الطبالين للاختيار من بينهم في مختلف الأنواع الموسيقية. كل طبال لديه طقم طبلة فريد، والذي يمكن أن يكون طقم طبلة صوتي، إلكتروني أو إيقاعي. يمكن للمستخدمين أيضًا تخصيص أسلوب العزف لكل طبال، بما في ذلك الاختيار من بين الإيقاعات المحددة مسبقًا. يمكنهم أيضًا ضبط أجزاء طقم الطبلة التي سيتم عزفها، مقدار التأرجح وما إذا كان الطبال سيتبع إيقاع مسار آخر.

#### العينة الصوتية
في العينة الصوتية، يمكن للمستخدم استيراد أو تسجيل صوته الخاص ثم عزفه على لوحة المفاتيح (لها نفس واجهة آلة لوحة المفاتيح). بعد تسجيل أو استيراد الصوت، يمكن تعديله باستخدام العديد من الأدوات داخل العينة الصوتية لتقليم أو عكس العينة، تكرار جزء منها أو ضبط دوزنة الصوت ومغلف الصوت. التطبيق يأتي مع العديد من المؤثرات الصوتية مثل نباح الكلب، بوق الحفلة والتصفيق متاحة بالفعل للاستخدام في العينة الصوتية.

#### مسجل الصوت
مسجل الصوت هو مسجل قياسي لتسجيل وتحرير الصوت. يمكن تسجيل الصوت من خلال الميكروفون الداخلي للجهاز، ميكروفون السماعات أو ميكروفون خارجي متصل بالجهاز عبر واجهة صوتية. بعد تسجيل الصوت، يمكن تطبيق العديد من المؤثرات الصوتية. يأتي المسجل مع إعدادات مسبقة مصممة لتسجيل أصوات مختلفة مثل الجيتار، البيانو أو الغناء الرئيسي، جميعها مع معلمات قابلة للتعديل.

#### المضخم
تم تصميم المضخم ليتم عزفه من خلال توصيل جيتار أو باس بالجهاز والتسجيل، ولكن يمكن أيضًا العمل مع الأصوات من مسجل الصوت، حلقات أبل المضمنة، وملفات الموسيقى المستوردة. بداخله عدة مضخمات وصناديق إيقاعية قابلة للتخصيص، مما يسمح بمجموعة واسعة من الأصوات المختلفة.

#### التطبيقات الخارجية
يمكن استخدام تطبيقات الموسيقى الخارجية داخل جراج باند بإحدى طريقتين. تتيح ميزة إضافات وحدات الصوت استخدام أدوات ومؤثرات الطرف الثالث مباشرة داخل جراج باند كما لو كانت أصلية للتطبيق. تتيح وظيفة Inter-App Audio للمستخدمين تسجيل الصوت من تطبيق آخر إلى جراج باند.

#### مكتبة الصوت
تمت إضافة مكتبة الصوت في نوفمبر 2017 مع التحديث 2.3.1 وتتيح للمستخدم تنزيل أدوات إضافية مجانية، طبالين وحلقات تم إصدارها كحزم صوتية تضاف إلى التطبيق بمرور الوقت.

### التحديثات
في 1 نوفمبر 2011، قدمت أبل جراج باند لنظام iOS 1.1، مضيفة دعمًا للآيفون والآيبود تاتش، بالإضافة إلى ميزات أخرى. وشمل ذلك القدرة على إنشاء التوقيعات الزمنية المخصصة، والتصدير بتنسيق ترميز الصوت المتقدم أو تنسيق ملف مبادل الصوت.
في 7 مارس 2012، قامت أبل بتحديث جراج باند إلى 1.2، مضيفة دعمًا لآي باد 3. وقد قدمت آلة الأوتار الذكية الجديدة، أوركسترا أوتار مكونة من الكمان الأول والثاني، الفيلات، الفيولونسيلات، والباس، القادرة على عزف النوتات بشكل متصل، منفصل وبالنقر. بالإضافة إلى ذلك، أضافت المزج إلى لوحة المفاتيح الذكية وآلة الباس الذكية. كما أضافت محرر نوتات يسمح للمستخدمين بضبط وضع النوتات وطولها، والقدرة على تحميل الأغاني إلى فيسبوك، يوتيوب وساوند كلاود، بالإضافة إلى القدرة على تحميل المشاريع إلى iCloud. وشملت أيضًا جلسة الجيم، وهي ميزة تتيح لما يصل إلى أربعة آيفونات، آيبودات تاتش، و/أو آيبادات مع جراج باند مثبتًا أن تعزف في وقت واحد.
في 1 مايو 2012، تم تحديث جراج باند إلى 1.2.1، مقدمة إصلاحات للأخطاء وتحسينات في الاستقرار.
بالتزامن مع إطلاق iOS 6، قامت أبل بتحديث جراج باند إلى 1.3 في 19 سبتمبر 2012. أضاف التحديث القدرة على استيراد الموسيقى من مكتبة المستخدم، إنشاء نغمات، القدرة على استخدام التطبيق في الخلفية، وإصلاحات للأخطاء.
تم تحديث جراج باند إلى 1.4 في 20 مارس 2013. أضاف التحديث دعمًا لـ Audiobus، القدرة على إلغاء التقاط الشبكة، وإصلاحات للأخطاء.
تلقى جراج باند إعادة تصميم كاملة بالتزامن مع الكشف عن iPad Air في 22 أكتوبر 2013. يتميز جراج باند 2.0 بتصميم جديد يتطابق مع iOS 7، عدد أكبر من المسارات لكل أغنية، ووظائف جديدة في آلة العينة الصوتية.
في يناير 2016، تم إصدار الإصدار 2.1 والذي تلقى فيه جراج باند تخطيط Live Loops جديدًا يسمح للمستخدمين بإنشاء وأداء الموسيقى عن طريق تشغيل الحلقات وإضافة المؤثرات في الوقت الفعلي. وشملت الميزات الأخرى في التحديث القدرة على إضافة طبال افتراضي، زيادة الحد الأقصى لعدد المسارات إلى 32، القدرة على تحرير منحنيات أتمتة الصوت وإضافة مؤثرات EQ وضاغط صوتي أساسية. كما تمت إضافة مضخمات للباسات الكهربائية. يمكن الآن استخدام تطبيقات الآلات الخارجية داخل جراج باند عبر إضافات وحدات الصوت.
في يناير 2017، تم إصدار الإصدار 2.2 مع عدد من الميزات الجديدة بما في ذلك Alchemy Synth الذي كان متاحًا سابقًا فقط في لوجيك برو. تم تحديث توافق إضافات وحدات الصوت للسماح أيضًا باستخدام تطبيقات المؤثرات الخارجية.
تمت إضافة مكتبة صوت جديدة في نوفمبر 2017 والتي تتيح للمستخدمين تنزيل أدوات وحلقات إضافية مجانية تم إصدارها كجزء من حزم صوتية تضاف إلى التطبيق بمرور الوقت. كما تمت إضافة Beat Sequencer جديد لإنشاء إيقاعات الطبلة في هذا التحديث.
تمت إضافة دعم MIDI في التحديث 2.3.6 في سبتمبر 2018.
في يوليو 2021، أصدر جراج باند العديد من حزم الصوت الجديدة مع حلقات وآلات من العديد من المنتجين مثل بويز نويز ‏، بالإضافة إلى جلستي ريمكس من دوا ليبا وليدي غاغا والتي تتيح للمستخدمين إعادة مزج أغانيهم.
في أغسطس 2022، أصدر جراج باند جلستي ريمكس من سفنتين وكاتي بيري.
في ديسمبر 2022، أصدر جراج باند جلسة ريمكس من زيد.

### الاختلافات عن نسخة ماك OS
- لا توجد دروس موسيقية.
- لا يوجد مسار رئيسي.
- الأتمتة متاحة فقط للصوت.
- تخطيط Live Loops.
- إضافات وحدات الصوت (عبر متجر التطبيقات).
- مكتبة صوتية توفر محتوى مجانيًا قابل للتنزيل مثل لوحات مفاتيح إضافية، مجموعات طبول، والمزيد.
- وظائف تصدير محدودة (اعتبارًا من الإصدار 2.3.3، تمت إزالة خيار تصدير المشاريع المسجلة كأغاني إلى YouTube).

## الإتاحة
قبل إطلاق متجر برامج الماك من أبل، كان جراج باند متاحًا فقط كجزء من iLife، مجموعة من التطبيقات (تشمل أيضًا iPhoto، iMovie، iDVD، وiWeb) تهدف إلى تبسيط إنشاء وتنظيم المحتوى الرقمي، أو كان متاحًا على أجهزة ماك جديدة. في 6 يناير 2011، أصبح جراج باند متاحًا بشكل مستقل على متجر تطبيقات ماك بالإضافة إلى iPhoto وiMovie. منذ ذلك الحين، زادت قاعدة مستخدمي جراج باند بشكل كبير.[بحاجة لمصدر]

## مستخدمون بارزون
تم تبني جراج باند من قبل العديد من الموسيقيين بمستويات مختلفة من الشهرة لتسجيل وإنتاج الموسيقى. استخدم ستيف لاسي تطبيق جراج باند على جهاز iPhone الخاص به من عام 2012 لإنتاج الموسيقى لمشاريعه الفردية، ذا إنترنت ‏، وجي كول. هذا الهاتف معروض حاليًا في سميثسونيان. قامت ناين إنش نيلز بإنشاء أغنية "اليد التي تطعم" باستخدام البرنامج، وأطلقت رابطًا لملف جراج باند متعدد المسارات على موقع الفرقة، مما يسمح لمستخدمي جراج باند الآخرين بإعادة مزج الأغنية. الموسيقيون الذين تعاونوا مع أبل للترويج لـ جراج باند يشملون كاتي بيري، جون ماير، دوا ليبا، بيلي آيليش، وليدي غاغا. شارلوت داي ويلسون، دوجا كات، إيلي روسيل (من وولف أليس)، سلون ستروبل (من Dayglow)، ميغان ترينور، إيثيل كين، وأوكوافينا بدأوا جميعًا في تعلم إنتاج وإنشاء الموسيقى باستخدام جراج باند. كما استخدم جراج باند فنانون مثل تي-بين؛ غرايمز لألبومها Visions؛ سانت فنسنت للعديد من المشاريع؛ دانيل هايم لأغاني هايم، حيث بدأت أغنية "فتاة الصيف ‏" كتجربة في جراج باند؛ وجيسي رذرفورد لألبومه الفردي الثاني، GARAGEB&، الذي سمي على اسم التطبيق، حيث أنتج معظم الأغاني في جراج باند. بالإضافة إلى ذلك، ولدت أغنية ريانا الشهيرة "مظلة" من مسار طبول افتراضي في جراج باند. قامت فيونا أبل بتسجيل ألبومها اجلبوا قطع القفل ‏ بشكل كبير في المنزل باستخدام جراج باند. بالإضافة إلى ذلك، تم تسجيل الموسيقى لفيديو الإنترنت الفيروسي تشارلي وحيد القرن ‏ في جراج باند.

## تنسيقات ملفات الموسيقى المدعومة
يدعم هذا التطبيق العديد من تنسيقات الموسيقى، بما في ذلك تنسيق ملف مبادل الصوت، واف، وMIDI. يمكن للتطبيق تصدير الأغاني إلى تنسيقات ترميز الصوت المتقدم، MP3، MP4 أو تنسيق ملف مبادل الصوت.
تم التخلي عن دعم ملفات الصوت 8-bit في الإصدار 10.